# جيمي سانتوس
جيمي سانتوس (8 أكتوبر 1951 في الفلبين - ) هو ممثل هزلي ولاعب كرة سلة فلبيني في مركز هجوم صغير الجسم.

## وصلات خارجية
- جيمي سانتوس على موقع IMDb (الإنجليزية)
- جيمي سانتوس على موقع قاعدة بيانات الفيلم (الإنجليزية)